# 畚箕湖 (學甲區)
畚箕湖（Benji Hu）是臺灣臺南市學甲區的一個傳統地域名稱，原本是屬港頭里境內的一個小湖，民國95年(2006年)行政區域調整後現則屬光華里，位置在新頭港仔的北邊，北邊有臺84號線道路經過，湖的東北方則是筏仔頭聚落。
臺南平原的西北部地區濱臨臺灣海峽地區，因地處八掌溪、急水溪和將軍溪（古曾文溪）流域的下游河口地帶，所以此地的地勢普遍低平並且地表高低起伏不大。一般地區的高度大多僅在海拔3公尺以下，故而極為平坦，偶有一小局部因有沙丘地（俗稱沙山仔、沙崙）較為突起，但高度也多在5公尺以下，由中洲向東看，只有學甲到大灣之間的地勢最高。至於沿海一帶，除了風積地形的沙丘以外，尚有潟湖和濱外沙洲等，這些都是海成的地形景觀，而畚箕湖山便是此一情形所造成。
此地早年有湖且因其形狀如畚箕狀，此形狀係為倒風內海淤塡後的水面遺跡，故此地當地居民便稱之為畚箕湖，其後又因地形地勢不斷的變化，加上土地的運用之故，現在該地已成為學甲區的公墓地之一，但此地的所有權則完全歸屬於學甲慈濟宮。  學甲區劉葵八房公宗親會的祖先便是葬於此地，宗親會為凝聚宗親力量以及增進情感交流，每年冬至前夕皆會舉行祭祖大典以及召開宗親會，並且前往位於畚箕湖祖墳的墓園尋根，藉由對地域的講解與導覽，讓劉氏後代子孫認識故里農村風貌。

## 圖集

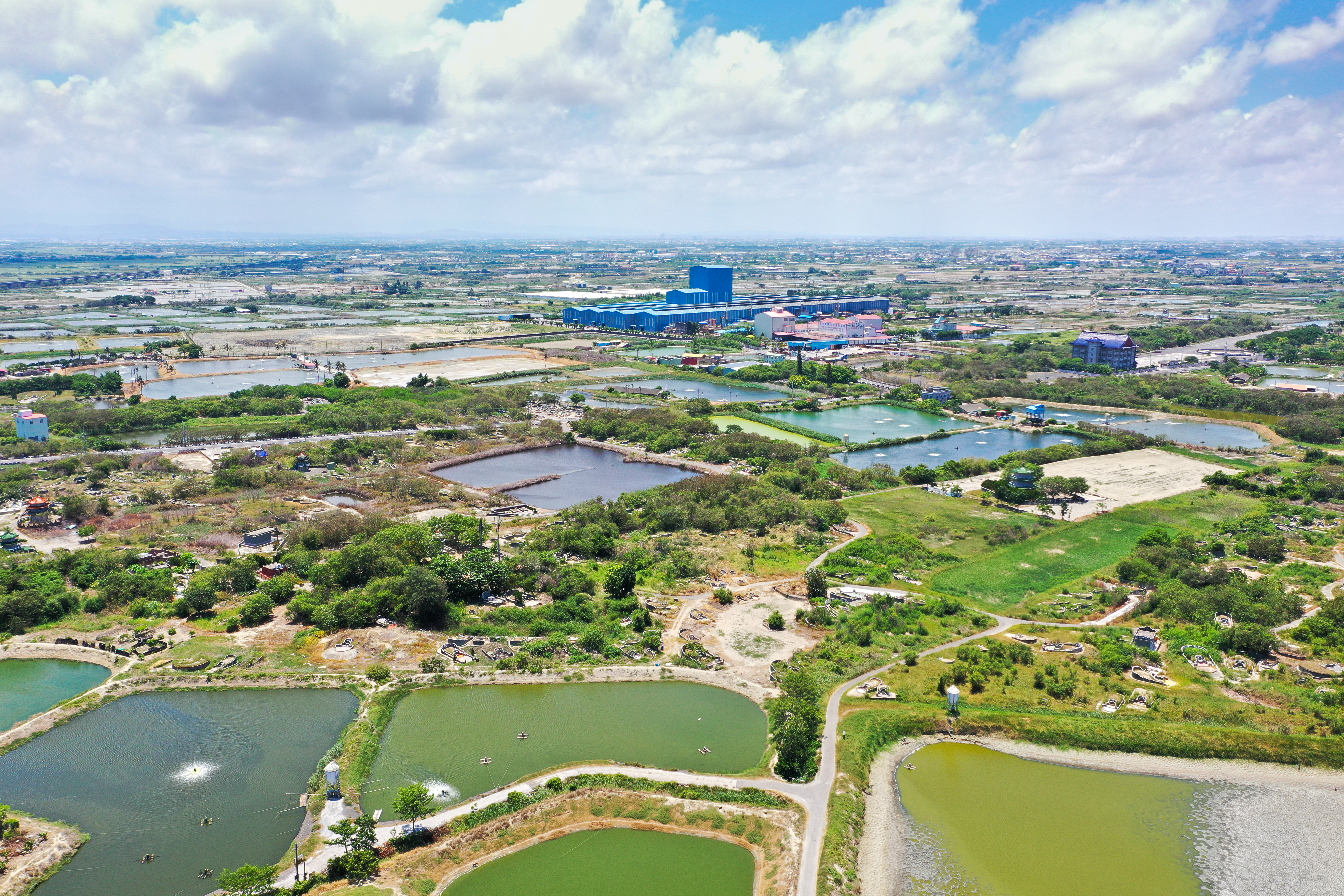
學甲畚箕湖-全區空照
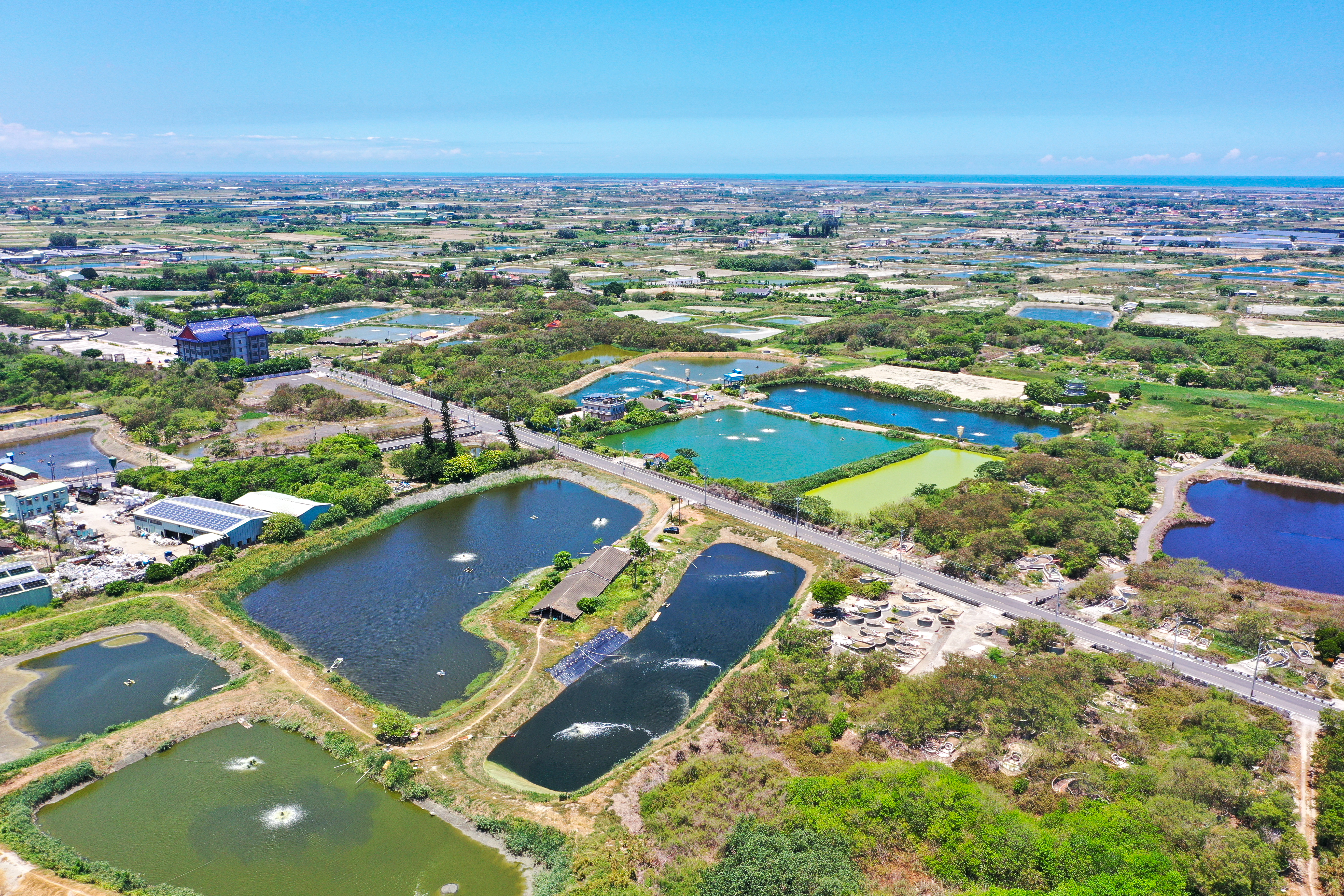
學甲畚箕湖-魚塭
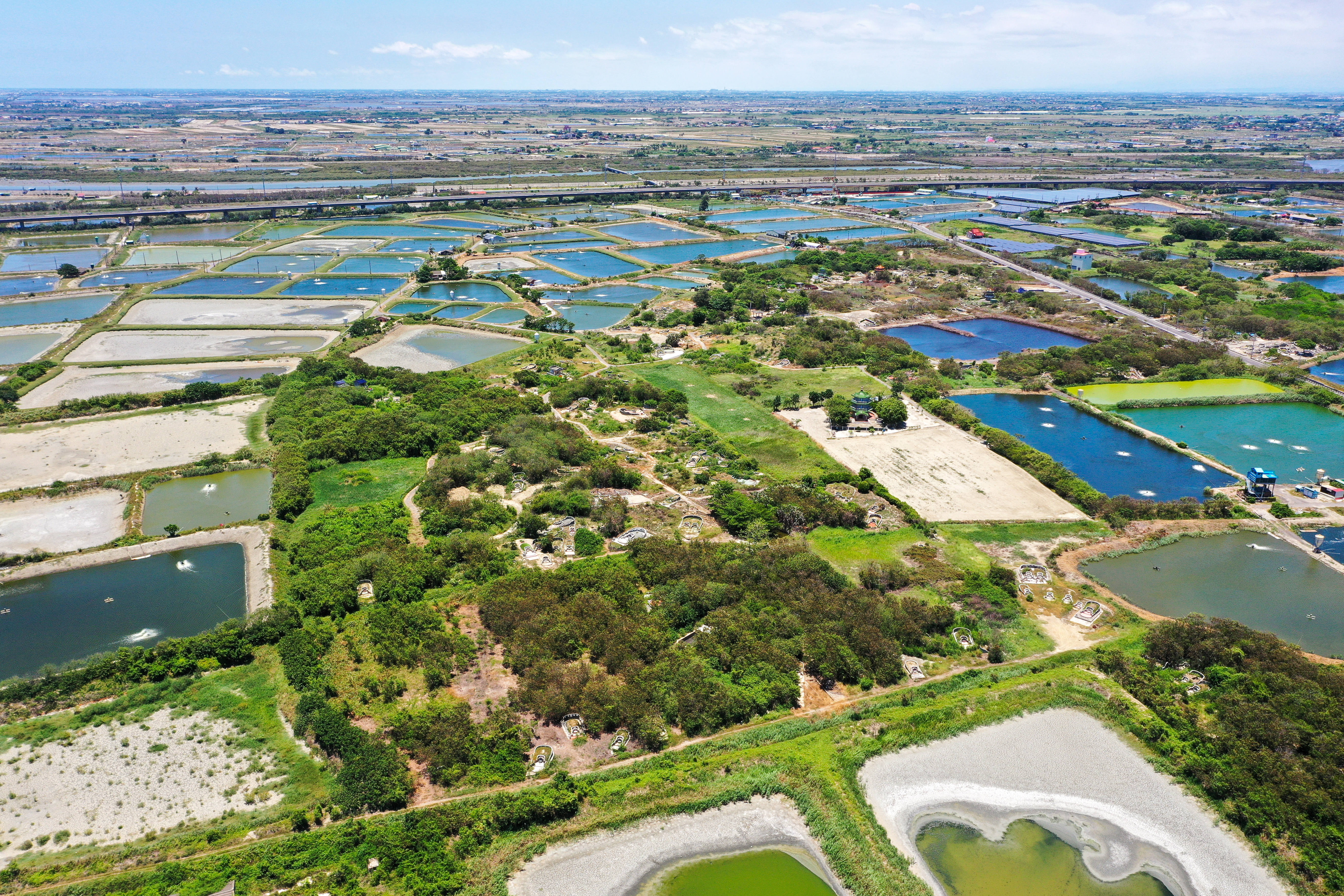
學甲畚箕湖-小山崙空照
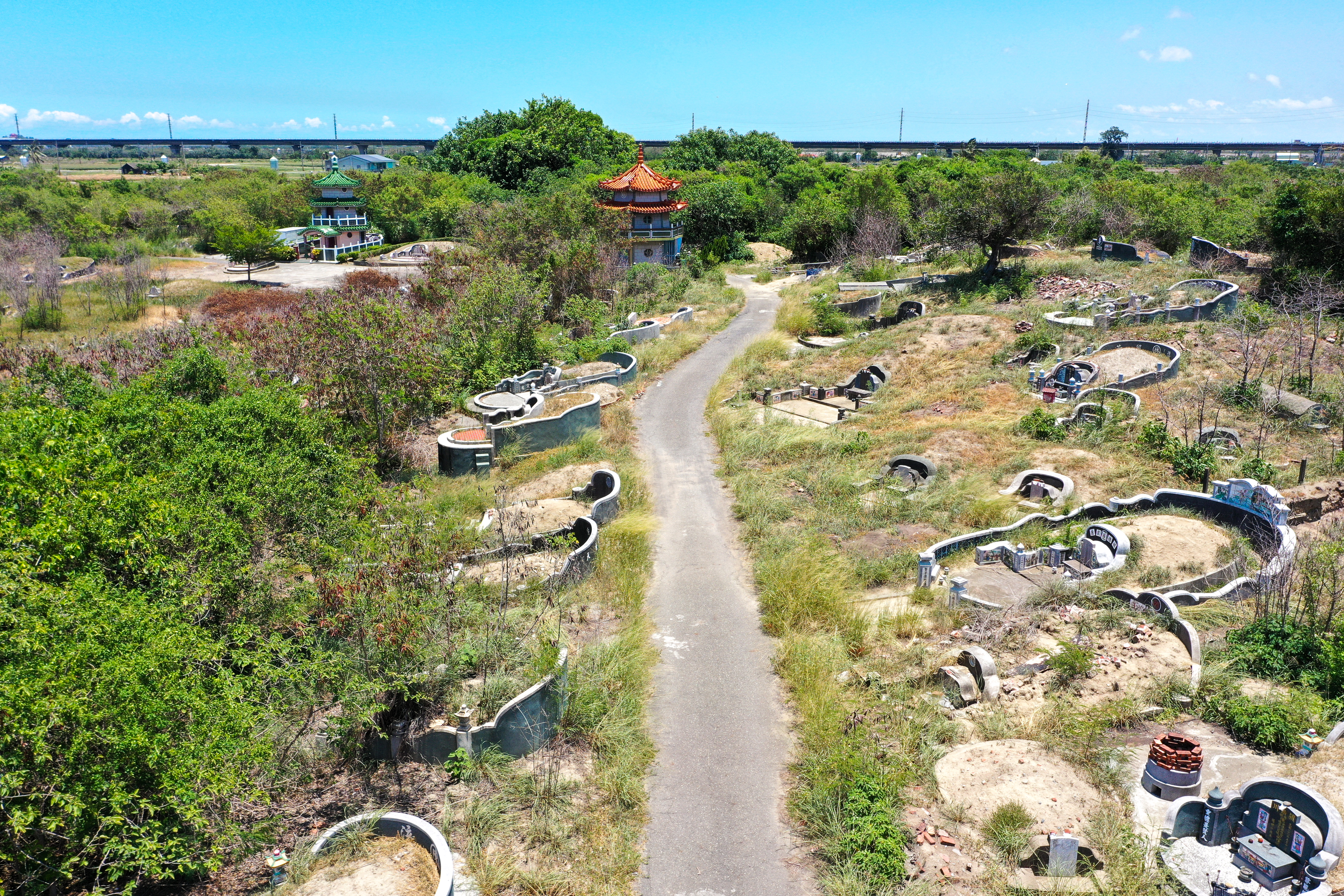
學甲畚箕湖-公墓區